# Vukovje Zelinsko
Vukovje Zelinsko je naseljeno mjesto u Republici Hrvatskoj u Zagrebačkoj županiji. 

## Zemljopis
Administrativno je u sastavu grada Svetog Ivana Zeline. Naselje se proteže na površini od 1,46 km². 

## Stanovništvo
Prema popisu stanovništva iz 2001. godine u Vukovju Zelinskom živi 89 stanovnika i to u 30 kućanstava. Gustoća naseljenosti iznosi 60,96 st./km².
| broj stanovnika | 50    |       |       |       | 69    | 96    | 108   | 98    | 103   | 105   | 104   | 103   | 82    | 77    | 89    | 90    | 84    |
|                 | 1857. | 1869. | 1880. | 1890. | 1900. | 1910. | 1921. | 1931. | 1948. | 1953. | 1961. | 1971. | 1981. | 1991. | 2001. | 2011. | 2021. |